# Martyrs de Damas
Les Martyrs de Damas († 1860), constituent un groupe de huit franciscains et de trois laïcs syriens maronites, qui furent massacrés par des syriens druzes, en haine de la foi chrétienne, lors d'une attaque du couvent à Damas.
Ils furent proclamés bienheureux en 1926 par Pie XI, et sont dès lors fêtés le 10 juillet par l'Église catholique. Ils sont proclamés saints le 20 octobre 2024.

## Historique
Le 9 juillet 1860, les druzes lancèrent une attaque contre le quartier chrétien de Damas. Au cours de la journée, plusieurs églises orthodoxes furent brûlées et plusieurs centaines de fidèles sont  massacrés. Plus de cinq mille chrétiens trouveront la mort au cours du massacre de Damas. Vers 20 heures, tandis que le feu des incendies criminels se répandait de maison en maison, les trois frères Massabki, fidèles du couvent franciscain de Damas, y reçurent l'hospitalité, avec d'autres chrétiens. Tandis que le couvent s'était barricadé, les prêtres franciscains organisèrent la prière, et donnèrent la confession et la communion aux fidèles présents.
À 1 heure du matin, les druzes parvinrent à entrer dans le couvent. Ils s'emparent du Supérieur, Emmanuel Ruiz, à qui ils intiment l'ordre de leur montrer le trésor du couvent, en vue de le piller. Emmanuel Ruiz les conduit à la chapelle. Il ouvre le tabernacle et consomme devant eux toutes les hosties consacrées, pour leur éviter la profanation. Il signifia par là que l'eucharistie était le trésor du couvent. S'étant sentis trompés, les druzes le frappèrent à coup de couteaux et de machettes, et le Père Ruiz expira sur l'autel, baigné de son sang.
François Massabki était alors dans la chapelle, priant devant la statue de la Vierge. Les druzes s'emparent de lui et lui commandent de se convertir à l'islam pour avoir la vie sauve. « Ma foi, jamais je ne la renierai ; je suis un chrétien maronite et, pour la foi du Christ, je mourrai » répond-il. Il est alors transpercé de coups d'épée et de couteaux. Les deux autres frères Massabki furent chacun à leur tour sommés d'embrasser l'islam, ce qu'ils refusèrent également, se disant prêts à mourir pour le Christ. Ils furent décapités et piétinés.
Les victimes du massacre du couvent franciscain de Damas furent :
- Emmanuel Ruiz, âgé de 56 ans, prêtre franciscain espagnol, Supérieur du couvent ;
- Carmelo Volta, âgé de 57 ans, prêtre franciscain espagnol ;
- Engelbert Kolland, âgé de 33 ans, prêtre franciscain autrichien ;
- Ascanio Nicanore, âgé de 46 ans, prêtre franciscain espagnol ;
- Pierre Soler, âgé de 33 ans, prêtre franciscain espagnol ;
- Nicolas Alberga, âgé de 30 ans, prêtre franciscain espagnol ;
- François Pinazo, âgé de 58 ans, frère profès franciscain espagnol ;
- Jean-Jacques Fernandez, âgé de 52 ans, frère profès franciscain espagnol ;
- Francois Massabki ;
- Abdel Massabki ;
- Raphaël Massabki.

Les frères Massabki étaient issus d'une famille aisée et très chrétienne, de tradition maronite. Fidèles du couvent franciscain, ils s'y rendaient chaque jour pour la messe, suivaient les exercices spirituels du couvent et étaient déjà, avant leur martyre, de véritables exemples de vie chrétienne selon les témoignages du procès de béatification, tant dans leur vie de prière, de pénitence que leur service des pauvres. François Massabki, époux et père de famille, était un commerçant fortuné et influent. Abdel, époux et père de famille également, était un professeur dans une école chrétienne. Raphaël était un petit commerçant, qui demeura célibataire.

## Vénération

### Béatification
La cause pour la béatification des huit religieux franciscains fut ouverte en 1885. Après le rapport positif des différentes commissions romaines visant à démontrer la sainteté et le martyre des huit religieux, le pape Pie XI reconnut, le 2 mai 1926, leur mort en haine de la foi, les  déclarant ainsi martyrs, et fixa la date de leur béatification.
Sur requête du patriarche maronite et d'une grande partie de l'épiscopat libanais et syrien, Pie XI accepta d'agréger les trois frères Massabki au groupe des huit religieux, et signa, le 7 octobre 1926, le décret reconnaissant leur martyre, après un mois seulement d'enquête sur leur vie, fait unique dans l'histoire des béatifications.
Les onze martyrs de Damas furent solennellement proclamés bienheureux ensemble, trois jours après, le 10 octobre 1926, au cours d'une messe pontificale célébrée par le pape Pie XI dans la basilique Saint-Pierre au Vatican.

### Canonisation
En 2022, le synode des évêques maronites soumit la requête au pape d'examiner la canonisation des martyrs de Damas, au vu de la notoriété de leur culte chez les fidèles orientaux. Sur décision du pape François, la cause fut lancée en mars 2023.
Le 23 mai 2024, le pape François signa le décret de canonisation équipollente des martyrs de Damas, c'est-à-dire sans la reconnaissance habituellement requise d'un miracle attribué à leur intercession. Ils sont solennellement proclamés saints le 20 octobre 2024 par le pape, au cours d'une messe célébrée sur la place Saint-Pierre au Vatican.

### Culte
Les bienheureux martyrs de Damas sont fêtés le 10 juillet, jour de leur martyre.
Leurs reliques sont exposées à la vénération des fidèles dans la chapelle Saint-Paul de Damas.